# Liste der Fahnenträger der kambodschanischen Mannschaften bei Olympischen Spielen
Die Liste der Fahnenträger der kambodschanischenen Mannschaften bei Olympischen Spielen listet chronologisch alle Fahnenträger kambodschanischer Mannschaften bei den Eröffnungsfeiern Olympischer Spiele auf.

## Liste der Fahnenträger
| Mannschaft             | Veranstaltung | Fahnenträger (EF)          | Fahnenträger (AF)      |
| ---------------------- | ------------- | -------------------------- | ---------------------- |
| 1956 in Stockholm      | Reiterspiele  |                            |                        |
| 1964 in Tokio          | Sommerspiele  |                            |                        |
| 1972 in München        | Sommerspiele  | Chaing Cheng (Offizieller) |                        |
| 1996 in Atlanta        | Sommerspiele  | To Rithya                  |                        |
| 2000 in Sydney         | Sommerspiele  | To Rithya                  |                        |
| 2004 in Athen          | Sommerspiele  | Hem Kiry                   | Volunteer              |
| 2008 in Peking         | Sommerspiele  | Hem Bunting                | Hem Bunting            |
| 2012 in London         | Sommerspiele  | Sorn Davin                 | Sorn Davin             |
| 2016 in Rio de Janeiro | Sommerspiele  | Sorn Seavmey               | Sorn Seavmey           |
| 2020 in Tokio          | Sommerspiele  | Bunpichmorakat Kheun       | Volunteer              |
| 2020 in Tokio          | Sommerspiele  | Pen Sokong                 | Volunteer              |
| 2024 in Paris          | Sommerspiele  | Apsara Katarina Sakbum     | Apsara Katarina Sakbum |
| 2024 in Paris          | Sommerspiele  | Chhun Bunthorn             | Chhun Bunthorn         |

Anmerkung: (EF) = Eröffnungsfeier, (AF) = Abschlussfeier

## Statistik
| Rang    | Sportart       | EF | AF | ∑  |
| ------- | -------------- | -- | -- | -- |
| 1       | Leichtathletik | 5  | 2  | 7  |
| 2       | Schwimmen      | 3  | 1  | 4  |
| 2       | Taekwondo      | 2  | 2  | 4  |
| 4       | Volunteer      | 0  | 2  | 2  |
| Gesamt: | Gesamt:        | 10 | 7  | 17 |

| Rang                   | Sportart | EF | AF | ∑ |
| ---------------------- | -------- | -- | -- | - |
| bisher keine Teilnahme |          |    |    |   |
| Gesamt:                | Gesamt:  | 0  | 0  | 0 |

| Rang    | Sportart       | EF | AF | ∑  |
| ------- | -------------- | -- | -- | -- |
| 1       | Leichtathletik | 5  | 2  | 7  |
| 2       | Schwimmen      | 3  | 1  | 4  |
| 2       | Taekwondo      | 2  | 2  | 4  |
| 4       | Volunteer      | 0  | 2  | 2  |
| Gesamt: | Gesamt:        | 10 | 7  | 17 |